# Niko Tokić
Niko Tokić (Zagabria, 6 luglio 1988) è un ex calciatore croato, di ruolo attaccante.

## Carriera
Ha giocato nella massima serie dei campionati croato, lituano, hongkonghese e singaporiano.